# Pseudorhabditis acuminatus
Pseudorhabditis acuminatus is een rondwormensoort. De wetenschappelijke naam van de soort is voor het eerst geldig gepubliceerd in 1929 door Kreis.